# Gare de Rouge Hill
La gare de Rouge Hill est une gare de trains de banlieue à Toronto en Ontario. La gare est située à l'angle de Lawrence Avenue et d'East Avenue dans l'extrémité est de Toronto. La gare est desservie par la ligne ligne Lakeshore East de GO Transit.

## Situation ferroviaire
La gare est située au point milliaire 317,3 milles (510,6 km) de la subdivision Kingston de Metrolinx, à double voie, entre les gares de Guildwood et de Pickering.
À partir de Pickering, près de Liverpool Road, la subdivision de GO Transit se raccorde à la subdivision Kingston dans une jonction complexe qui oblige les trains à passer sous la subdivision York du Canadien National qui arrive de l'ouest. À partir de là, les trains GO empruntent la subdivision Kingston pour traverser le sud-ouest de Pickering et la rivière Rouge près de son embouchure dans le lac Ontario. Longeant la rive du lac le long d'un remblai, les trains GO s'arrêtent ensuite à cette gare. Les voies ferrées continuent vers l'ouest le long de la rive du lac Ontario sur une courte distance avant de se retirer derrière le parc East Point et les terrains industriels près de la station de traitement des eaux usées F. J. Horgan.

## Histoire
La première gare a été construite par le Grand Tronc alors que la construction de la voie ferrée progressait vers l'ouest en direction de Toronto. Bien qu'il n'existe aucune photo de cette gare, il est fort probable qu'elle ait suivi le même modèle appliqué uniquement sur toute la ligne entre Toronto et Montréal, avec des exemples conservés à Port Hope et Napanee. La ligne a été ouverte par tronçons et le premier train arrive à Port Union le 25 août 1856, mais le service jusqu'à Montréal n'a été disponible que le 27 octobre de la même année. Un bureau de poste pour la communauté de Port Union a ouvert dans la gare en 1865, et six trains de passagers y circulaient quotidiennement en 1867.
La ligne entre Montréal et Toronto était à l'origine à voie unique avec des voies d'évitement permettant aux trains de se croiser, mais dans les années 1880, des travaux ont été entrepris pour doubler la voie sur toute la longueur afin de permettre un plus grand nombre de trains. La première section a été mise à double voie entre Toronto et Scarborough Junction en 1889, suivie de la section de Scarborough Junction à Port Union en 1892. La deuxième voie aurait été posée au-delà de la gare et jusqu'au point sur l'embouchure de la rivière Rouge à l'est. Ces travaux ont nécessité le remplacement de la gare d'origine par une nouvelle gare, peut-être en raison du nivellement de la ligne dans le secteur.
La nouvelle gare était une structure de planches et de lattes d'un seul étage, à peine plus grande que la précédente. En plus d'un simple toit en pente et d'un poste de conduite pour permettre la visibilité depuis le bureau de l'agent de la gare, elle devait contenir une salle d'attente et une salle des bagages sur les côtés opposés du bâtiment. La deuxième gare n'a existé que pendant une courte période, puisqu'elle a été remplacée une nouvelle fois 13 ans plus tard, en 1905.
La troisième gare était sensiblement plus petite, mais suivait un design un peu plus contemporain. Ses murs extérieurs étaient toujours en planches et lattes, mais avec un toit hollandais plus attrayant et des murs diagonaux sur les côtés du postes de conduite. Avec l'achèvement de la double voie entre Toronto et Montréal, la gare voyait désormais un total de huit départs de trains de passagers par jour. Le Grand Tronc a connu des difficultés financières au début du XXe siècle, qui ont abouti à sa nationalisation et à son absorption par le Canadien National en 1923.
La popularisation de l'automobile au cours des décennies suivantes a contribué à une baisse significative de l'achalandage, qui a été intensifiée par la construction de l'autoroute 401 à travers Port Union en 1947. L'autoroute a été construite à seulement 2,2 kilomètres au nord de la gare, et serait finalement parallèle à la voie ferrée sur la majeure partie de sa longueur et desservirait plusieurs des mêmes communautés. Le service est passé de 12 trains par jour en 1940 à seulement trois trains par jour en 1961, tous ne s'arrêtant désormais que sur demande afin de minimiser les arrêts inutiles.
En 1967, le gouvernement de l'Ontario a mis en place le réseau GO entre Pickering et Oakville afin de maintenir le service de banlieue pendant que le Canadien National le supprimait progressivement. Comme il fallait plus d'espace pour le stationnement que ne pouvait en offrir la gare originale, un emplacement a été choisi à environ un demi-kilomètre à l'est pour la construction d'une nouvelle gare pour GO Transit. Le service de transport de passagers à la gare de Port Union a ensuite pris fin, mais le bâtiment est resté utilisé par le CN comme bureau de commande des trains jusqu'à la mise en place du système de contrôle centralisé du trafic. La gare a été démolie plusieurs années plus tard, en 1972, et la propriété est maintenant occupée par le parc riverain de Port Union.
La gare actuelle est restée en grande partie la même jusqu'au début des années 2000, date à laquelle un deuxième tunnel plus grand et entièrement accessible, ainsi que des ascenseurs et un quai accessible, ont été ajoutés. Une ouverture a été aménagée dans la clôture du quai pour permettre une connexion avec le sentier riverain. En 2009, les quais ont été allongés vers l'ouest pour accueillir des trains de 12 voitures.

## Service des voyageurs

### Accueil
La billetterie de GO Transit est ouverte en semaine de 6 h à 20 h 45, les fins de semaine et jours fériés de 6 h 30 à 20 h 45. L'ambassadeur de la gare GO peut aider les clients à configurer un type de tarif ou à définir un trajet par défaut sur la carte Presto. Les clients disposent également d'options en libre-service, notamment l'achat d'un billet papier dans un distributeur automatique de billets, le chargement d'une carte Presto dans un distributeur automatique de billets compatible avec Presto, l'achat d'un billet électronique avec leur smartphone et le paiement au valideur avec une carte de crédit sans contact ou une carte Presto.
La gare est équipée d'une salle d'attente, des toilettes, des abris de quai chauffés, de Wi-Fi, d'un téléphone payant, des supports à vélo, d'un débarcadère, d'un dépanneur, d'un support à vélo, et d'un stationnement incitatif. Le stationnement incitatif comprend des places de covoiturage et des places réservées. La gare est accessible aux fauteuils roulants.

### Desserte
À compter du 24 septembre 2022, les trains de Lakeshore East s'arrêtent à la gare toutes les 15 minutes en pointe et toutes les 30 minutes hors pointe. Les trains en direction ouest continuent au-delà de la gare Union vers Aldershot, Hamilton, West Harbour et Niagara Falls.

Quais et desserte
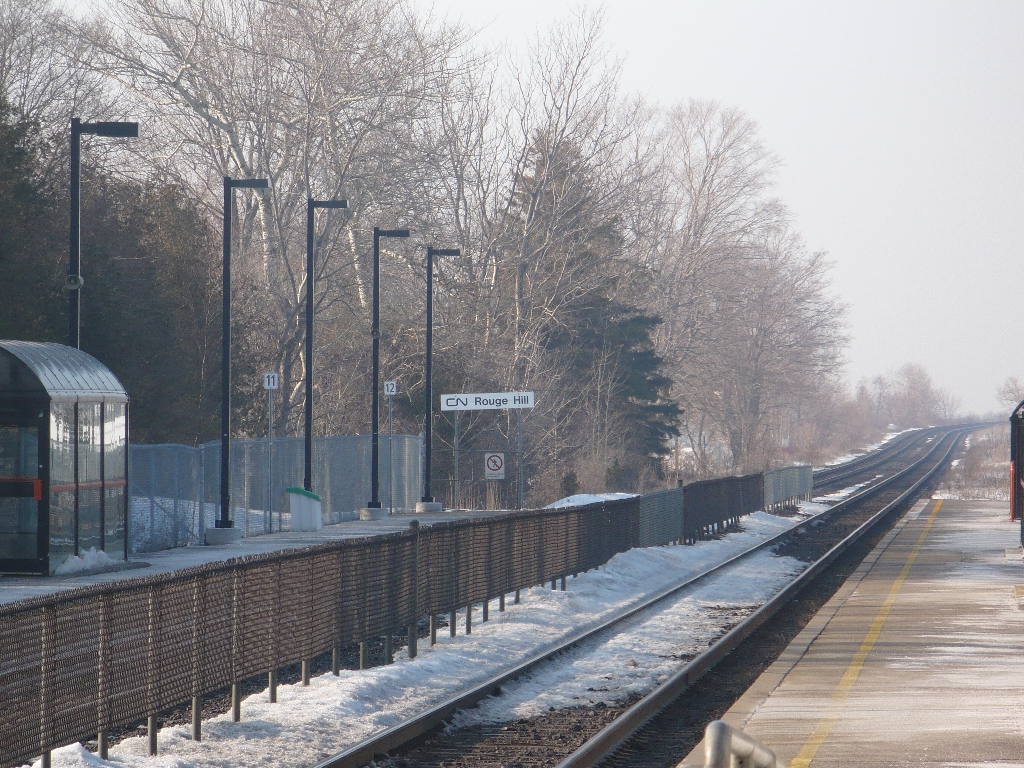
2008.
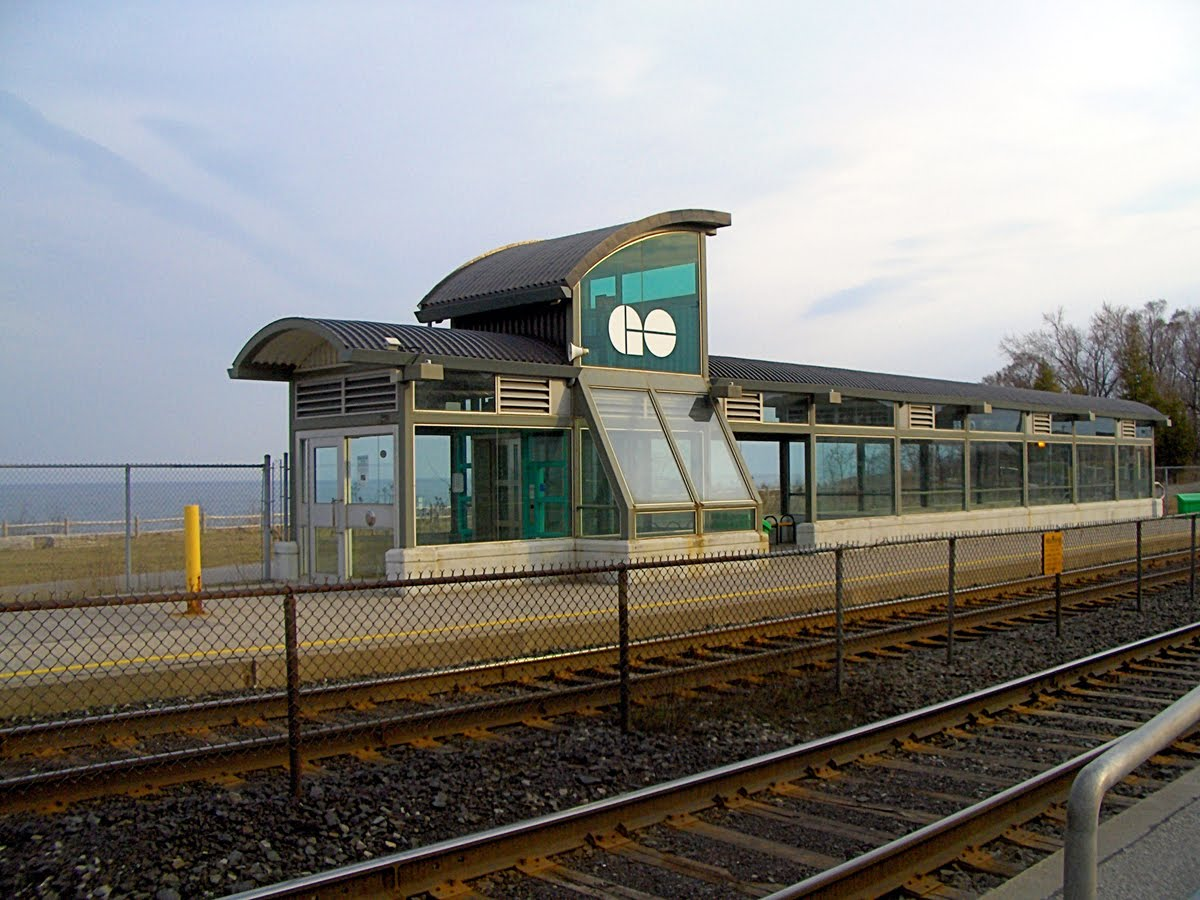
2010.
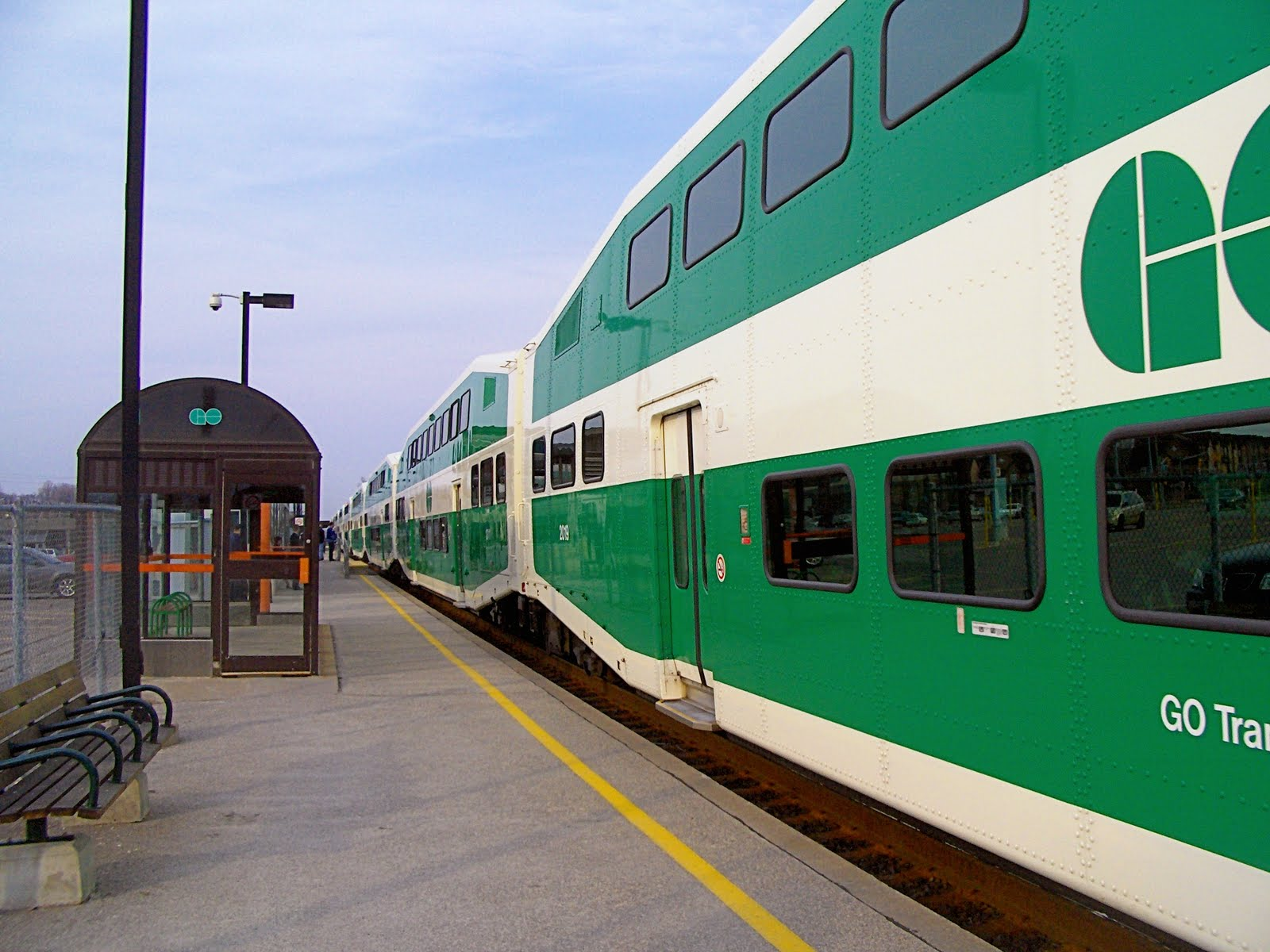
2010.

### Intermodalité
La ligne de bus 38 Highland Creek de la TTC s'arrête sur Lawrence Avenue à East Avenue, et relie la gare de Rouge Hill, l'Université de Toronto à Scarborough et la station Scarborough Centre. Les 54A, 354 et 954 Lawrence East s'arrête sur Lawrence Avenue en direction ouest, et dans la boucle de bus en direction est. Les 54A, 354 et 954 relient les stations Eglinton et Lawrence East, la gare de Rouge Hill et Starspray Boulevard. La 354 est un autobus de nuit et la 954 est une ligne express aux heures de pointe seulement. La 85 s'arrête également sur Lawrence Avenue, et relie la gare et la station Don Mills, certains bus desservant le Zoo de Toronto.
À partir du 7 mai 2023, une nouvelle ligne de bus saisonnière, la 200 Toronto Zoo, circule entre la gare de Rouge Hill, et le zoo de Toronto via Port Union Road et Sheppard Avenue East. Ce nouveau service est exploité en fin de semaine, de 8h à 21h. Les bus arriveront toutes les 20 minutes, quelle que soit la période. Le service en semaine devrait être mis en place en juin 2023.